# Richard Hey
 Richard Hey (Bonn, 1926. május 15. – Berlin,  2004. szeptember 4.) német sci-fi-író, rendező.

## Élete
Frankfurt am Mainban nőtt fel. A második világháború után zenét és germán történelmet tanult. Majd rendezőasszisztensként és zenekritikusként dolgozott.

## Munkássága
- Katharina Ledermacher krimik:
  - 1973 Ein Mord am Lietzensee
  - 1975 Engelmacher & Co
  - 1980 Ohne Geld singt der Blinde nicht
- 1981 Der Mann auf dem Hochsitz
- 1982 Im Jahr 95 nach Hiroshima, sci-fi
- 1986 Tödliche Beziehungen, krimi
- 1990 Ein unvollkommener Liebhaber
- 1995 Die Löwenbändigerin und andere Geschichten, krimi
- 1999 Das bodenlose Mädchen

## Díjai
- 1955 Schiller Emlékdíj
- 1960 Gerhart Hauptmann-díj
- 1964 Hörspielpreis der Kriegsblinden für Nachtprogramm
- 1983 Kurd-Laßwitz-díj
- 1997 Friedrich-Glauser-Preis der Criminale – Kategorie Ehrenpreis

## Fordítás
- Ez a szócikk részben vagy egészben  a   Richard Hey című német Wikipédia-szócikk fordításán alapul.  Az eredeti cikk szerkesztőit annak laptörténete sorolja fel. Ez a jelzés csupán a megfogalmazás eredetét és a szerzői jogokat jelzi, nem szolgál a cikkben szereplő információk forrásmegjelöléseként.